# Natural Doctrine
Natural Doctrine (ナチュラル ドクトリン en japonais, stylisé NAtURAL DOCtRINE) est un jeu vidéo de type tactical RPG développé par Kadokawa Games et sorti en 2014 sur PlayStation 3, PlayStation 4 et PlayStation Vita.

## Accueil
- Canard PC : 3/10[1]